# Daniel Voysin de La Noiraye
Daniel Voysin de La Noiraye, signore di Mesnil-Voysin, Bouray, Plessis, La Noiraye, Janville e Lardy (Parigi, 1654 – Parigi, 2 febbraio 1717), è stato un politico e nobile francese.

## Biografia
Daniel era figlio di Jean-Baptiste Voysin, signore di La Noiraye (+1671), e di sua moglie Madeleine Guillard (c. 1629-1700).
Divenne consigliere del parlamento di Parigi all'età di 19 anni, maître des requêtes dal 3 agosto 1683 e fu nominato intendente dell'Hainaut il 5 marzo 1688 (contea ceduta alla Francia col Trattato dei Pirenei e che diventerà poi parte del Dipartiment du Nord). Dal 1694 venne nominato consigliere di stato per sei mesi, dopodiché tornò all'amministrazione dell'Hainaut il 18 ottobre 1698. Gli venne quindi affidata la direzione dell'istituto per giovani ragazze di Saint-Cyr che Madame de Maintenon aveva fondato a partire dal 1701. Si candidò, senza successo, alla prima presidenza nel 1701 e alla carica di Controllore Generale delle Finanze nel 1708. Quell'anno fu invece nominato Consigliere Ordinario di Stato.
Nel 1709, grazie alla protezione di Madame de Maintenon, successe a Michel Chamillart, caduto in disgrazia, come Segretario di Stato per la Guerra, mantenendo tale carica sino alla morte di Luigi XIV.
Nel 1714 venne nominato Cancelliere di Francia, in sostituzione di Louis Phélypeaux de Pontchartrain, che si era dimesso. Mantenne tale incarico sino alla morte del re, e fece poi parte del consiglio di reggenza per il giovane Luigi XV.

## Matrimonio e figli
Il 22 ottobre 1683 sposò Charlotte Trudaine (24 maggio 1664-20 aprile 1714), dalla quale ebbe quattro figlie: Madeleine Charlotte (circa 1686-1729), Marie Madeleine (1690-1722), Charlotte Vautrude (circa 1692-1723) e Marie.